# Ballota acetabulosa
Espèce
Synonymes
- Beringeria acetabulosa (L.) Neck.[1]
- Marrubium acetabulosum L.[1] [2]
- Marrubium suffruticosum Mill.[1]

Ballota acetabulosa est une espèce de plantes à fleurs de la famille des Lamiaceae, originaire de Grèce, de la Crète et de Turquie.

## Synonymes
- Beringeria acetabulosa (L.) Neck.
- Marrubium acetabulosum L.
- Marrubium adfine Spreng.
- Marrubium suffruticosum Mill.
- Pseudodictamnus acetabulosus Salmaki & Siadati, 2018.

## Étymologie
Le nom de l'espèce acetabulosa vient du latin et désigne une petite coupelle. Il a été attribué en référence à la forme du calice de la fleur.

## Distribution
Originaire de Grèce continentale, des îles, de Crête et de Turquie.

## Description
- Plante herbacée haute de 50 à 80 cm, en touffe au port dressé.
- Feuilles velues, épaisses, vert pale, arrondies et légèrement dentées
- Fleurs violettes avec des taches blanches.

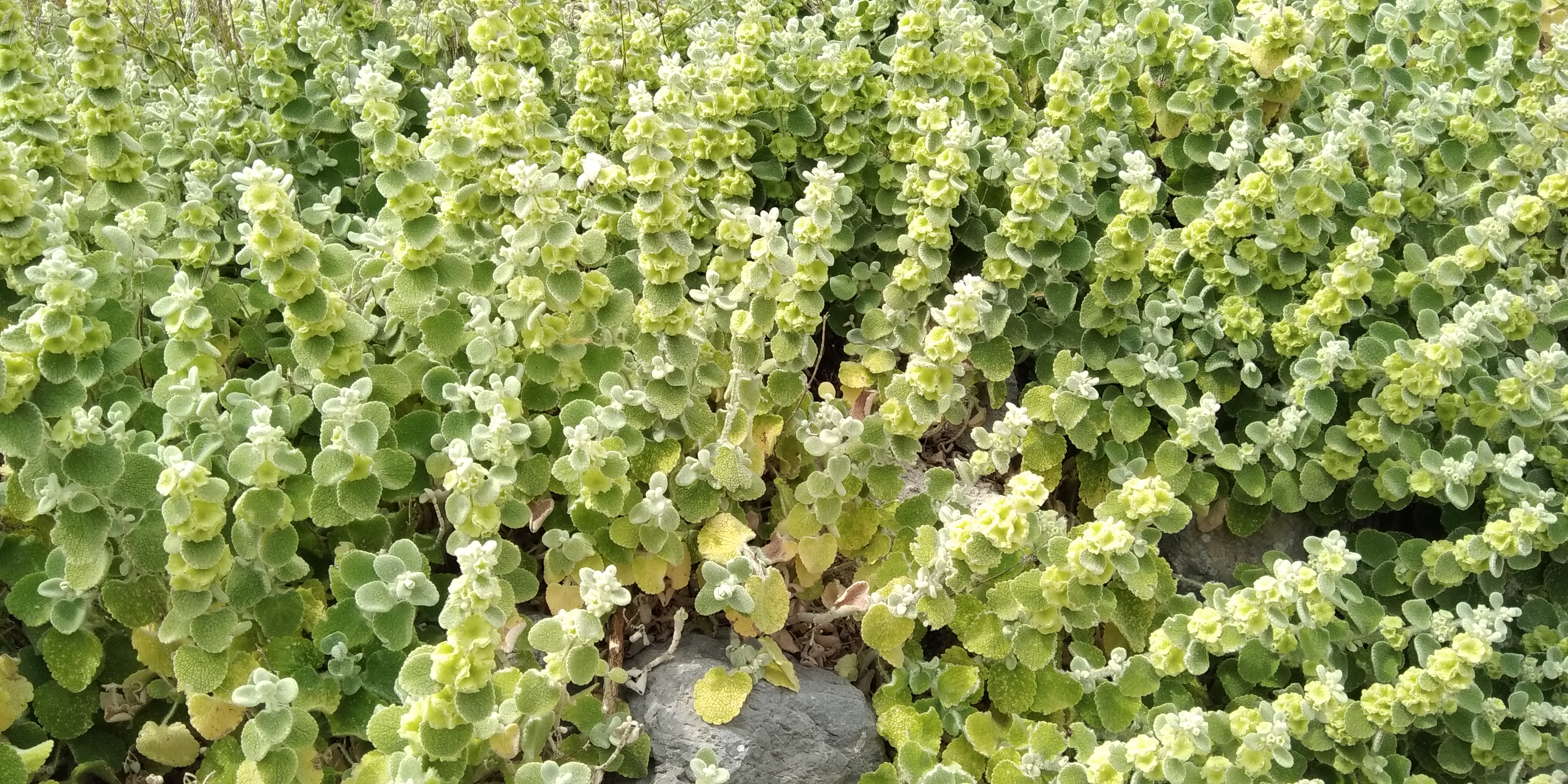
Ballota acetabulosa en touffe compacte.
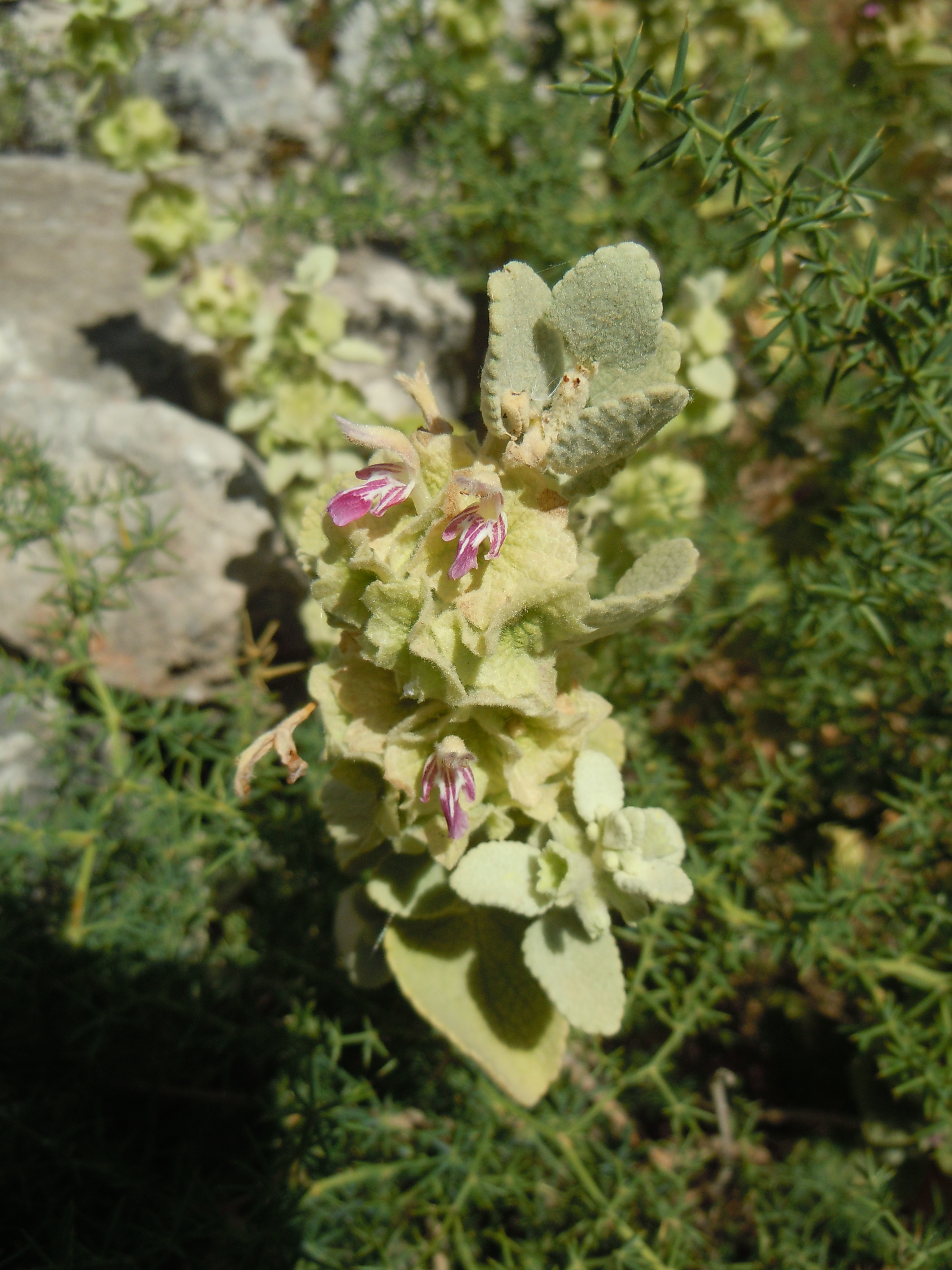
en floraison en mai.

## Habitat
Rochers et murs calcaire.